# 2022년 대한민국 국회부의장 보궐선거
제21대 국회 후반기 부의장 보궐선거는 정진석 국회부의장의 사퇴로 공석이 된 국회부의장을 선출하기 위해 2022년 11월 10일 시행됐다.
선거 결과 5선의 정우택 의원이 당선됐다.

## 선거 제도
국회의 의장 및 부의장은 국회의원들의 무기명 투표로 선출하되 만약 1차 투표 결과 재적 의원의 과반을 득표한 자가 없으면 2차 투표를 실시하고, 2차 투표에서도 과반 득표자가 나오지 않을 시 최고득표자와 차점자에 대하여 3차 결선 투표를 실시하되 이 경우 단순 다수 득표자를 당선자로 하도록 되어있었다.

## 배경

### 정진석 국회부의장 사임
정진석 국회부의장은 2022년 10월 27일 국회에 사직서를 제출했다. 국회는 11월 10일 본회의에서 무기명 표결을 거쳐 이를 허가했다.
| 가부   | 득표 | %     | 비고 |
| ------ | ---- | ----- | ---- |
| 가     | 200  | 85.47 | 가결 |
| 부     | 24   | 10.26 |      |
| 기권   | 10   | 4.27  |      |
| 투표수 | 234  | 100   |      |

## 후보

### 국민의힘
국민의힘은 2022년 10월 23일 오전 9시부터 오후 5시까지 국회부의장 후보 경선 후보 등록을 받았다. 그 결과 정우택, 서병수, 김영선, 홍문표 4인이 기탁금 1천만 원을 내고 입후보했다.
10월 25일 의원총회에서 경선을 시행한 결과 2차 투표까지 가는 접전 끝에 정우택 의원이 승리했다.
| 후보   | 1차 투표 | 1차 투표 | 결선 투표 | 결선 투표 |      |
| 후보   | 득표     | %        | 득표      | %         | 비고 |
| ------ | -------- | -------- | --------- | --------- | ---- |
| 정우택 | 40       | 37.04    | 49        | 51.04     | 가결 |
| 서병수 | 39       | 36.11    | 47        | 48.96     |      |
| 김영선 | 23       | 21.30    | -         | -         |      |
| 홍문표 | 6        | 5.56     | -         | -         |      |
| 투표수 | 108      | 100      | 96        | 100       |      |

## 선거 결과
충청북도 청주시 상당구 지역구의 정우택 국민의힘 의원이 당선되었다.
| 후보   | 소속         | 득표 | %     | 비고 |
| ------ | ------------ | ---- | ----- | ---- |
| 정우택 | 국민의힘     | 199  | 66.56 | 당선 |
| 기동민 | 더불어민주당 | 3    | 1.00  |      |
| 정진석 | 국민의힘     | 2    | 0.67  |      |
| 권성동 | 국민의힘     | 1    | 0.33  |      |
| 김영배 | 더불어민주당 | 1    | 0.33  |      |
| 김영선 | 국민의힘     | 1    | 0.33  |      |
| 김영주 | 더불어민주당 | 1    | 0.33  |      |
| 도종환 | 더불어민주당 | 1    | 0.33  |      |
| 서병수 | 국민의힘     | 1    | 0.33  |      |
| 이상민 | 더불어민주당 | 1    | 0.33  |      |
| 무효   | 무효         | 16   | 5.35  |      |
| 결석   | 결석         | 72   | 24.08 |      |
| 재적   | 재적         | 299  | 100   |      |